# Torre Pedrera Falcons Baseball Club
Il Torre Pedrera Falcons Baseball Club è una società italiana di baseball con sede a Torre Pedrera, frazione del comune di Rimini.

## Storia
La società nacque nel 1977 per iniziativa di alcuni soci fondatori tra cui Luigi Bellavista, successivamente entrato nella Hall of Fame del baseball italiano, il quale contribuì tra le altre cose anche a far costruire nel 1982 l'impianto sportivo di Rivabella. La prima partecipazione a un campionato, quello di Serie C, avvenne nel 1978. Un anno dopo venne istituito il settore giovanile.
A partire dal 1992, il club adottò l'attuale denominazione "Falcons". Prima di allora, il nome utilizzato dagli arancioneri era "Peanuts".
Al termine della stagione 1994, la prima squadra ottenne per la prima volta la prima promozione in Serie B.
La propensione al lavoro con i giovani portò nel 1997 alla conquista del primo scudetto giovanile della storia del club, quello della categoria Ragazzi, con una rosa che vedeva la presenza tra gli altri anche del futuro lanciatore professionista Alessandro Maestri. Sempre a livello giovanile, tra il 2014 e il 2016, la squadra della categoria Ragazzi, allenata da Simona Conti, riuscì a centrare tre scudetti consecutivi. Il 2016 fu anche l'anno in cui, oltre allo scudetto Ragazzi, venne conquistato anche quello della categoria Allievi, mentre l'anno successivo a trionfare fu la categoria Under-15. Un ulteriore scudetto Under-15 venne poi vinto nel 2021.
Il 12 settembre 2021, vincendo in trasferta a Cupramontana, la prima squadra dei Falcons si assicurò matematicamente il primo posto nel proprio girone di Serie B e la conseguente storica promozione nella massima serie, traguardo mai raggiunto prima di quel momento. La Serie A 2022 vide dunque la presenza di Torre Pedrera ai nastri di partenza, ma l'ultimo posto degli arancionero nel loro girone di Poule Salvezza e la successiva sconfitta per 3 partite a 2 nei play-out contro Brescia comportarono la discesa in Serie B.